# 作田貴志
作田 貴志（さくだ たかし、1960年3月12日 - ）は、日本の映画プロデューサー、実業家。元・にっかつロマンポルノのプロデューサーで、2008年から角川映画グループの「カドカワピクチャーズUSA」代表取締役社長を務め、その後、「講談社USA」のCOOに就任している。広島県出身。
以下は、公式HPの内容より抜粋・再構成したものである。

## 経歴
広島の修道高校時代から友人と自主製作の映画を作り文化祭で発表していた。1979年に早稲田大学第一文学部に入学、1983年卒業後にっかつ入社。以降、同社撮影所製作部、本社企画部でにっかつロマンポルノ晩年の多数の作品の企画・製作に携わった。ロマンポルノの終了後、テレビドラマの製作他に関わった後、1993年のにっかつ倒産直前に、アメリカの映画研究機関・AFIに留学。その後もアメリカに在住し版権ビジネス等を手掛けた。2008年3月からにっかつ時代の先輩・江川信也の後任で角川映画グループの「カドカワピクチャーズUSA」代表取締役社長に就任したが、その後「カドカワピクチャーズUSA」が整理解散されたため、元の版権ビジネスの会社に一時在籍後、現在「講談社USA」COOとして活躍している。